# Delavalia schminkei
Delavalia schminkei is een eenoogkreeftjessoort uit de familie van de Miraciidae. De wetenschappelijke naam van de soort is voor het eerst geldig gepubliceerd in 2002 door Willen.